# Hilina Berhanu Degefa
Hilina Berhanu Degefa (sinh năm 1992)  là một nhà hoạt động vì quyền của phụ nữ người Ethiopia. Cô là người đồng sáng lập The Yellow Movement, một nhóm nữ quyền Addis Ababa, đồng thời là người đồng sáng lập và chủ tịch của Women for Change. Cô là một người nhận năm 2015 của một học bổng Mandela Washington dành cho các nhà lãnh đạo trẻ châu Phi. Berhanu đã từng nói, "Khi bạn muốn chống lại bạo lực, bạn phải trao quyền cho mọi người. Nó không chỉ là vấn đề tiêu cực."

## Tuổi thơ
Berhanu có bằng cử nhân Luật tại Đại học Addis Ababa. Cô đã lấy bằng thạc sĩ tại SOAS, Đại học London (Trường Nghiên cứu phương Đông và Châu Phi), nơi cô là một học giả Quản trị và Phát triển ở Châu Phi, được tài trợ bởi Quỹ Mo Ibrahim.

## Sự nghiệp
Năm 2011, Berhanu là người đồng sáng lập The Yellow Movement, nhóm nữ quyền tại Đại học Addis Ababa, cùng với giảng viên khoa luật, Blen Sahilu, và sinh viên luật Aklile Solomon. Việc tạo ra Phong trào Vàng được lấy cảm hứng từ Aberash Hailay, một tiếp viên hàng không người Ethiopia có đôi mắt bị chồng cũ ghen tuông ra mắt vào đầu năm đó.
Berhanu là người đồng sáng lập (vào tháng 9 năm 2013) và chủ tịch của Women for Change, tổ chức các cuộc nói chuyện của các nữ doanh nhân nói về con đường thành công của họ.
Berhanu nhận được học bổng Mandela Washington 2015 cho các nhà lãnh đạo trẻ châu Phi.
Vào tháng 8 năm 2016, Berhanu đã có một kỳ thực tập kéo dài một tháng với Viện Nhân quyền của Hiệp hội Luật sư Quốc tế, tại London.
Năm 2015, Berhanu nói: "Khi bạn muốn chống lại bạo lực, bạn phải trao quyền cho mọi người. Đây không chỉ là vấn đề tiêu cực." 